# Jan Baptist Christyn (II)
Johannes Baptista Christyn (Brussel, gedoopt 2 november 1659 – aldaar, 18 september 1707) was een magistraat en rechtsgeleerde in de Spaanse Nederlanden. 

## Leven
Jan Baptist was een zoon van jonkheer Frans Anton Christyn en Marie Anne de l'Ausmonier. Hij trouwde in 1691 met Marie Bonne de Potter. Libert François Christyn en Jan Baptist Christyn (I) waren ooms van hem.
Christyn (II) schreef zich in 1676 in aan de Universiteit van Leuven voor een rechtenstudie en werd licentiaat in beide rechten. Drie jaar later was hij advocaat bij de Raad van Brabant. In 1695 werd hij boventallig raadsheer in dat gerechtshof en na de dood van Pieter Ferdinand Roose gewoon raadsheer (1701-1707).

## Werk
Christyn schreef een aantal rechtskundige boeken. In Brabandts recht (1682) tekende hij de gewoonterechten van het hertogdom Brabant op. De Costumen van Brussel behandelde hij ook in Consuetudines Bruxellenses (1689), met naast het Nederlandse origineel een Latijnse en Franse vertaling. Voorts waren vonnissen en turbae van schepenbanken opgenomen. Ten slotte bewerkte hij een rechtsdissertatie van Joannes Deckher de Walhorn (1692). Van Les delices des Païs-Bas (1711) is niet zeker of het aan hem dan wel aan zijn gelijknamige oom toe te schrijven is. Temporeel past het beter bij junior, maar niet qua onderwerp.

## Publicaties
Onder de werken van Christyn kunnen worden vernoemd:
- Brabandts recht dat is generale costumen vanden lande ende hertoghdomme van Brabandt midtsgaders van het hertoghdom van Limborgh stede ende lande van Mechelen met verscheyde ordonnantien reglementen statuten, ende manieren van procederen, Antwerpen, Michiel Knobbaert, 2 dln., 1682
- Consuetudines Bruxellenses Latinè et Gallicè redditae, commentariis ac notis [...] illustratae, Brussel, Petrus de Dobbeleer, 1689
- Joannis Dechkeri [...] Dissertationum juris et decisionum libri duo, 1692
- Les delices des Païs-Bas, contenant une Description générale des XVII provinces, 1711 (mogelijk)